# Sideridis cholica
Sideridis cholica är en fjärilsart som beskrevs av George Francis Hampson 1903. Sideridis cholica ingår i släktet Sideridis och familjen nattflyn. Inga underarter finns listade i Catalogue of Life.